# Die Harmonie der Welt

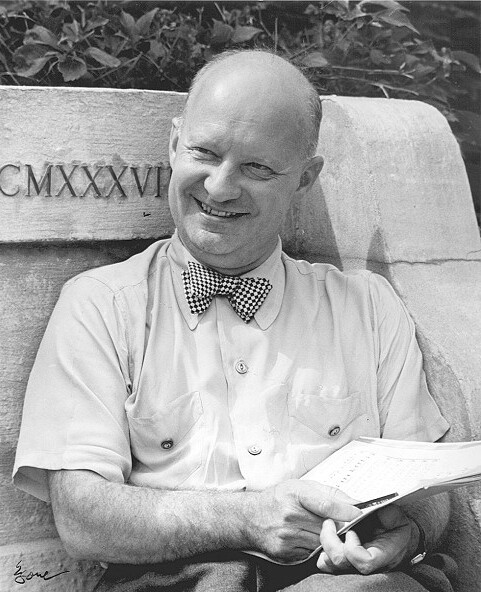
Paul Hindemith

Die Harmonie der Welt (Världens harmoni) är en opera i fem akter med musik och text av Paul Hindemith. Operan uruppfördes 11 augusti 1957 på Prinzregententheater i München.

## Historia
Operan bygger på det musikaliska material från symfonin med samma namn från 1951. Men först 1956 ägnade sig Hindemith helhjärtat åt arbetet med operan. Vid den tiden hade han återvänt från exilen i USA och bosatt sig i Blonay i Schweiz. Sjukdom och dirigentuppgifter försenade arbetet och först tio veckor innan premiären var operan klar.
Operan handlar om astronomen Johannes Kepler (1571-1630) och utspelas under Trettioåriga kriget. Operan beskriver i en serie av scener, utspridda i tid och rum, astronomens strävan efter universell harmoni. Titeln är hämtad från Keplers egen bok Harmonices mundi (1619). Operans breda spektrum och dess indelning i många separata scener, varav vissa utspelas samtidigt, minskar intrycket av en klar dramaturgisk struktur och ger inte mycket utrymme för varje enskild karaktär. Hindemith försökte övervinna dessa svårigheter genom att göra varje episod dramatisk självgående.
I sin bok Unterweisung im Tonsatz arrangerar Hindemith tonerna i den kromatiska skalan till ett "tonalt planetsystem". Varje ton motsvaras av förhållande mellan planeternas bana runt solen, och solens kraft som minskar ju längre avståndet ökar. Hindemith menade att medvetenhet om detta tonala förhållande skulle tillföra mening åt orden. Operan kan också ses som ett uttryck för hans musikaliska idéer, men även för hans övertygelse rörande individens roll i en ofullkomlig värld där sökandet efter perfektion alltid måste fortsätta. Ett dylik filosofiskt verk är inte lätt att sätta upp, härav det kyliga mottagande operan fick vid premiären och den försummelse som den senare haft världen över. Hursomhelst är operan ett viktigt och imponerande verk som representerar allt det som Hindemith trodde på och strävade efter.

## Personer
- Johannes Kepler, astronom (baryton)
- Susanna, Keplers hustru/Venus (sopran)
- Unga Susanna, Keplers dotter (sopran)
- Katharina, Keplers mor/Månen (alt)
- Wallenstein, fältmarskalk/Jupiter (tenor)
- Ulrich Grüsser, Keplers lärjunge/Mars (tenor)
- Christoph Kepler, Keplers bror (tenor)
- Rudolf II, kejsare/Solen (bas)
- Daniel Hizler, präst/Merkurius (bas)
- Tansur, astrolog/Saturnus (bas)
- Baron Starhemberg (baryton)
- Richter (baryton)

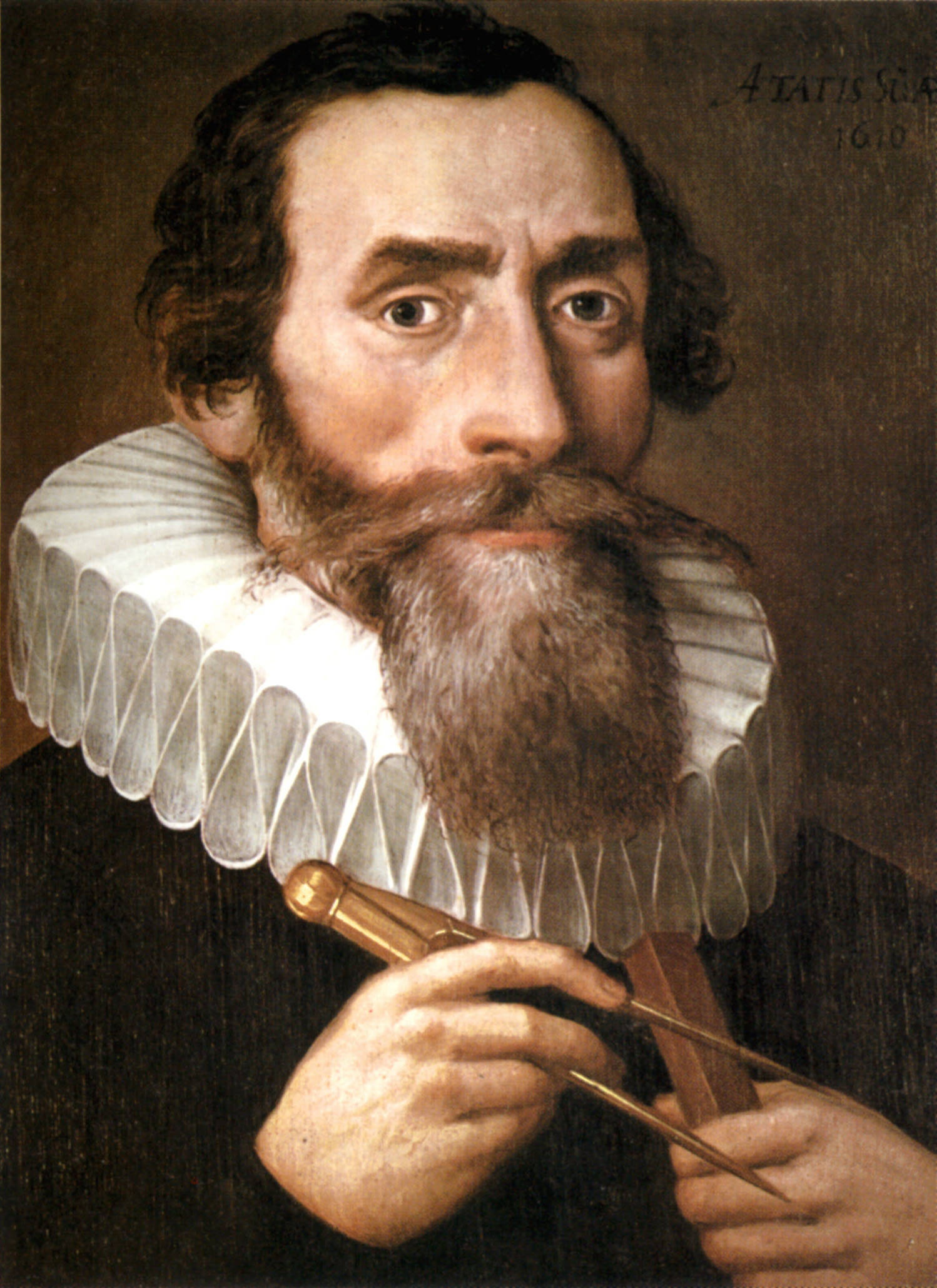
Johannes Kepler
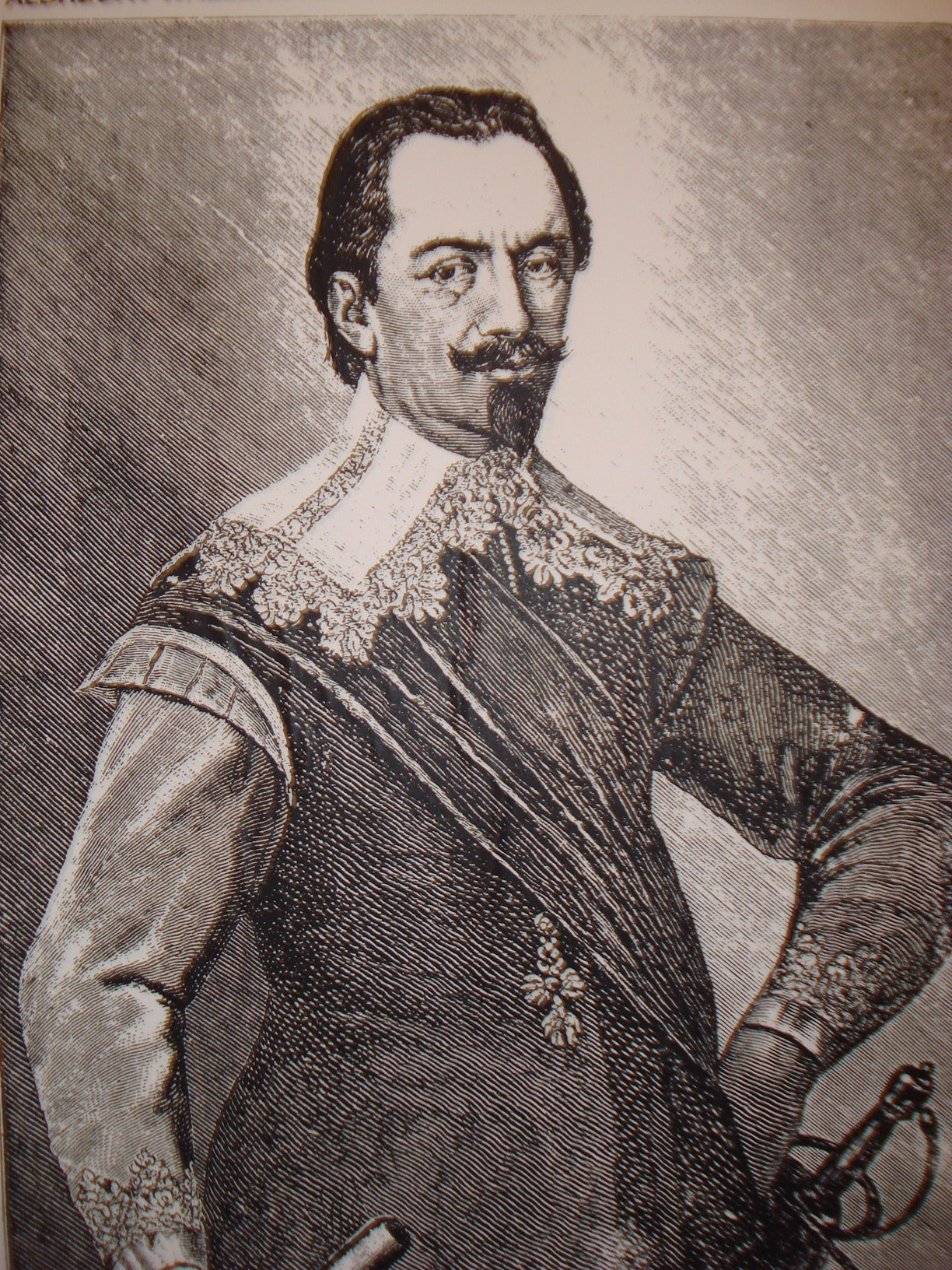
Albrecht von Wallenstein
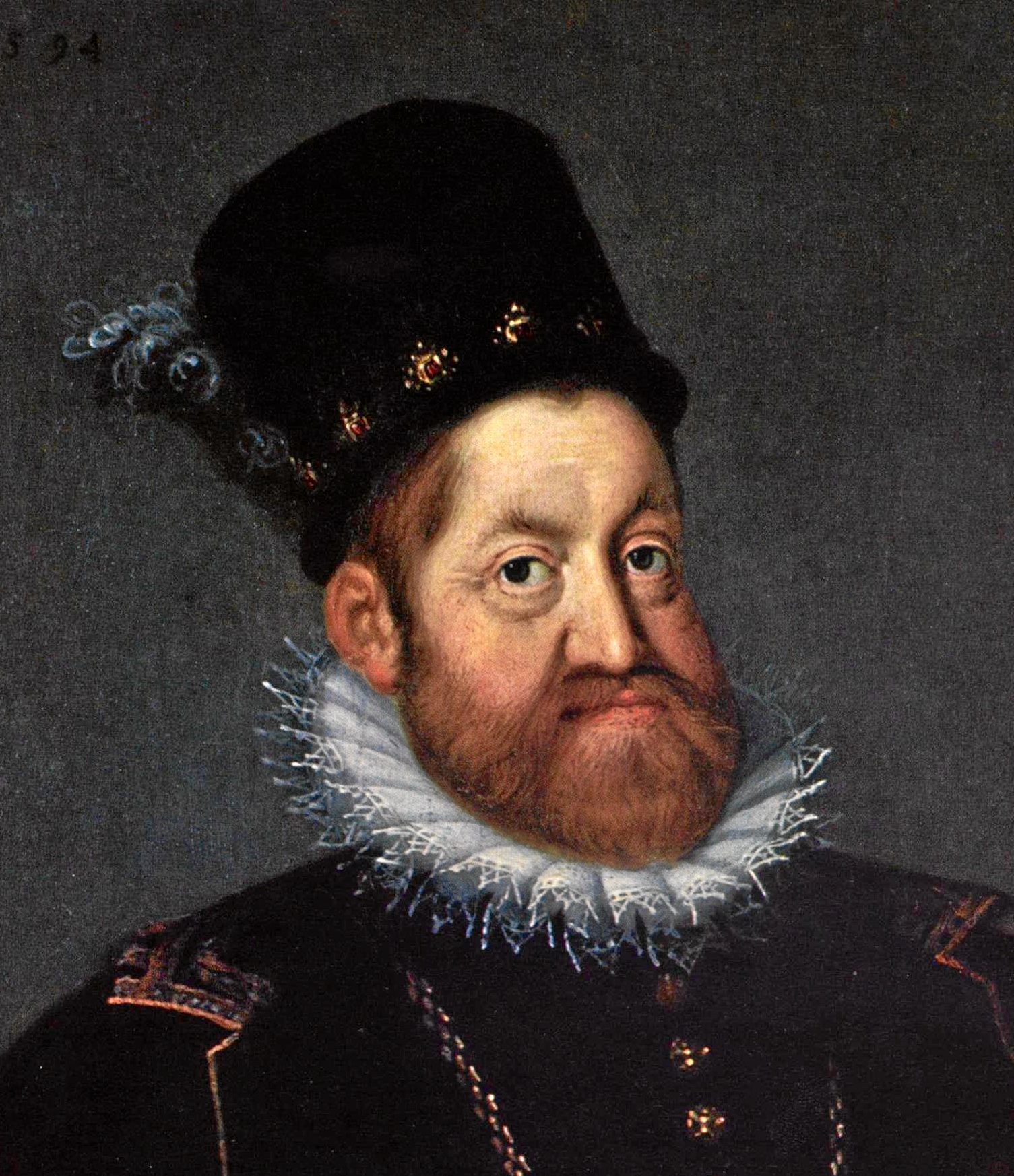
Kejsar Rudolf II

## Handling
Akt I
I Prag träffas general Wallenstein astronomen Keplers lärjunge Ulrich och ber honom förmå sin läromästare att utarbeta härförarens horoskop eftersom kejsar Rudolf II:s tid snart är ute. Han möter också den gamle överliggaren Tansur som han anser vara en lämplig medhjälpare. På kyrkogården i Würtemberg vill Keplers mor Katharina gräva upp sin avlidne makes skalle och göra en förgylld pokal av den, eftersom den som dricker ur en sådan pokal är skyddad mot självförhärligande. Några kvinnor har iakttagit henne och vill nu att hon skall ställas inför rätta för häxeri.
På slottet i Prag sitter kejsar Rudolf fördjupad i astronomin som Kepler försöker klargöra för honom. Kejsaren ser bara kaos på himlen, och i desperation går han till angrepp på Kepler. Vakterna kommer och håller fast kejsaren tills han blir lugn igen. På kvällen sitter Kepler hemma med sin lilla dotter Susanna och sjunger en sång för henne. Ulrich kommer med ett horoskop han har utarbetat åt sig själv, men Kepler måste korrigera det. Horoskopet säger att Ulrich skall bli soldat, och just detta öde är det värsta tänkbara för honom. Från gatan hör de att kejsaren har abdikerat. Kepler beslutar lämna Prag och beger sig till Linz.
Akt II
Wallenstein vill bygga sig ett palats i Prag. Hans horoskop har nämligen förutskickat att hans stormrika hustru snart kommer att efterlämna hela sin förmögenhet till honom. I Linz möter Ulrich sin gamla lekkamrat, baron Starhembergs fosterdotter Susanna. Kepler går i kyrkan med sina studenter men vägras den heliga nattvarden därför att prästen och han inte är överens i trosfrågor. Susanna tar hans parti, men Kepler förstår att hans tid i Linz är ute.
Starhemberg bjuder Kepler till sig på sitt gods och uppmanar honom att fria till Susanna. Hon säger ja, varpå Ulrich tar värvning som soldat.
Akt III
Katharina är emot sin sons äktenskap. Han förebrår henne att hon har lämnat Würtemberg där en häxprocess har inletts mot henne. Under processen vittnar hennes egen son Christoph mot henne och hon döms till tortyr, men i sista ögonblicket utverkar Kepler att processen hejdas. Katharina vill att han skall hjälpa henne att skaffa trollmedel, men han vägrar och lämnar henne.
Akt IV
I sitt palats i Prag hyllas Wallenstein vid en fest där Ulrich befinner sig bland officerarna. Wallenstein ger uttryck för sina betänkligheter inför krigsförloppet. Han får besök av Kepler och talar beundrande om dennes nyutgivna verk Harmonices mundi. Generalen har stora visioner om att överföra dessa principer på politiken och vill ha Kepler i sin tjänst. Ulrich lyssnar och känner sig förödmjukad. Han svär att hämnas på Wallenstein.
Akt V
Susanna, som inte är lycklig i sitt äktenskap med den rastlöse Kepler, får besök av Ulrich, som dock genast går då han hör att Kepler har rest till Regensburg. Vid kurfurstarnas möte på rådhuset i Regensburg planerar Wallensteins fall, eftersom alla vill ha slut på det utdragna kriget. Samtidigt ligger Kepler för döden. Han ser framför sig alla de människor han har känt förvandlas till solar och planeter. Även Wallenstein är nära döden, men för mördarhand. Ulrich är en av mördarna. Till slut ser Kepler också zodiaken och vintergatan och i dödsögonblicket anar han världsharmonin.